# Dub nad Moravou
Dub nad Moravou település Csehországban, a Olomouci járásban. Dub nad Moravou Biskupice, Vrbátky, Hrdibořice, Majetín, Charváty, Citov, Grygov és Věrovany településekkel határos. Lakosainak száma 1629 fő (2024. január 1.).

## Népesség
A település lakosságának változását az alábbi diagram mutatja:
| Lakosok száma | 1829 | 2068 | 2174 | 1653 | 1451 | 1418 | 1611 | 1637 | 1604 | 1629 |
|               | 1869 | 1890 | 1921 | 1950 | 1980 | 2001 | 2017 | 2019 | 2022 | 2024 |